# Batrachornis peringueyi
Batrachornis peringueyi är en insektsart som beskrevs av Henri Saussure 1888. Batrachornis peringueyi ingår i släktet Batrachornis och familjen Pamphagidae. Inga underarter finns listade i Catalogue of Life.